# NGC 4974
NGC 4974 est une vaste galaxie lenticulaire relativement éloignée et située dans la constellation de la Grande Ourse. Sa vitesse par rapport au fond diffus cosmologique est de 8 981 ± 11 km/s, ce qui correspond à une distance de Hubble de 132,5 ± 9,3 Mpc (∼432 millions d'al). NGC 4974 a été découverte par l'astronome germano-britannique William Herschel en 1789.
À ce jour, deux mesures non basées sur le décalage vers le rouge (redshift) donnent une distance de 123,500 ± 14,849 Mpc (∼403 millions d'al), ce qui est à l'intérieur des valeurs de la distance de Hubble. Notons cependant que c'est avec la valeur moyenne des mesures indépendantes, lorsqu'elles existent, que la base de données NASA/IPAC calcule le diamètre d'une galaxie et qu'en conséquence le diamètre de NGC 4974 pourrait être d'environ 52,2 kpc (∼170 000 al) si on utilisait la distance de Hubble pour le calculer.